# Пепеляев, Виктор Николаевич
Ви́ктор Никола́евич Пепеля́ев (27 декабря 1884 [8 января 1885], Нарым, Томская губерния — 7 февраля 1920, Иркутск) — русский политик, депутат IV созыва Государственной думы Российской империи от конституционно-демократической партии. Председатель Совета Министров в Российском государстве. Был близок сибирским областникам. Старший брат генерала Анатолия Николаевича Пепеляева. Расстрелян большевиками вместе с Александром Колчаком.

## Биография

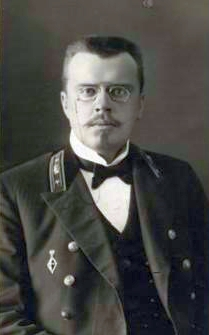
В. Пепеляев

Родился 8 января 1885 года в Нарыме Томской губернии, в семье потомственного дворянина, впоследствии генерал-майора царской армии, Николая Михайловича Пепеляева (1858—1916) и купеческой дочери Клавдии Георгиевны Некрасовой (1862—1939, Харбин), был их старшим сыном.
Отец служил в Томске, был начальником Томского гарнизона. В Томске сохранился дом, принадлежавший семье Пепеляевых (улица Кузнецова, д. 18).
Окончил Томскую мужскую гимназию. Поступил на юридический факультет Томского университета, который окончил в 1909 году. Затем при историко-филологическом факультете Томского университета сдал особые экзамены по истории и другим предметам, дающие право преподавать в школе. С 1909 года преподавал историю и географию в Бийской женской гимназии, с 1911 г. подрабатывал также в мужской гимназии. Пепеляев быстро завоевал симпатии учеников, вкладывая всю свою душу в гимназическое преподавание. Особенно увлекался Пепеляев преподаванием русской истории и истории Сибири.
Ещё летом 1905 г. женился на Евгении Васильевне Елизаровой (1886 г. р.), в августе 1906 г. у супругов родилась дочь Галина.
В 1912 году был избран выборщиком, а 20 октября 1912 года на губернском избирательном собрании Томской губернии — депутатом Государственной Думы от партии кадетов. 15 января 1914 года на Первом Учительском Съезде в Санкт-Петербурге выступил с предложением снабдить сибирских инородцев (якутов и т. д.) бесплатными начальными школами, где бы всё образование до третьего класса велось на их языках, и бесплатными общежитиями, чем настроил против себя русских националистов.
Во время Первой мировой войны Пепеляев вместе с другим сибирским депутатом С. А. Таскиным работал на фронте во главе Третьего Сибирского Новониколаевского врачебно-питательного отряда, организованного союзом городов и прикомандированного к 11-й Сибирской стрелковой дивизии, в рядах которой сражался его брат А. Н. Пепеляев.

### Февральская революция

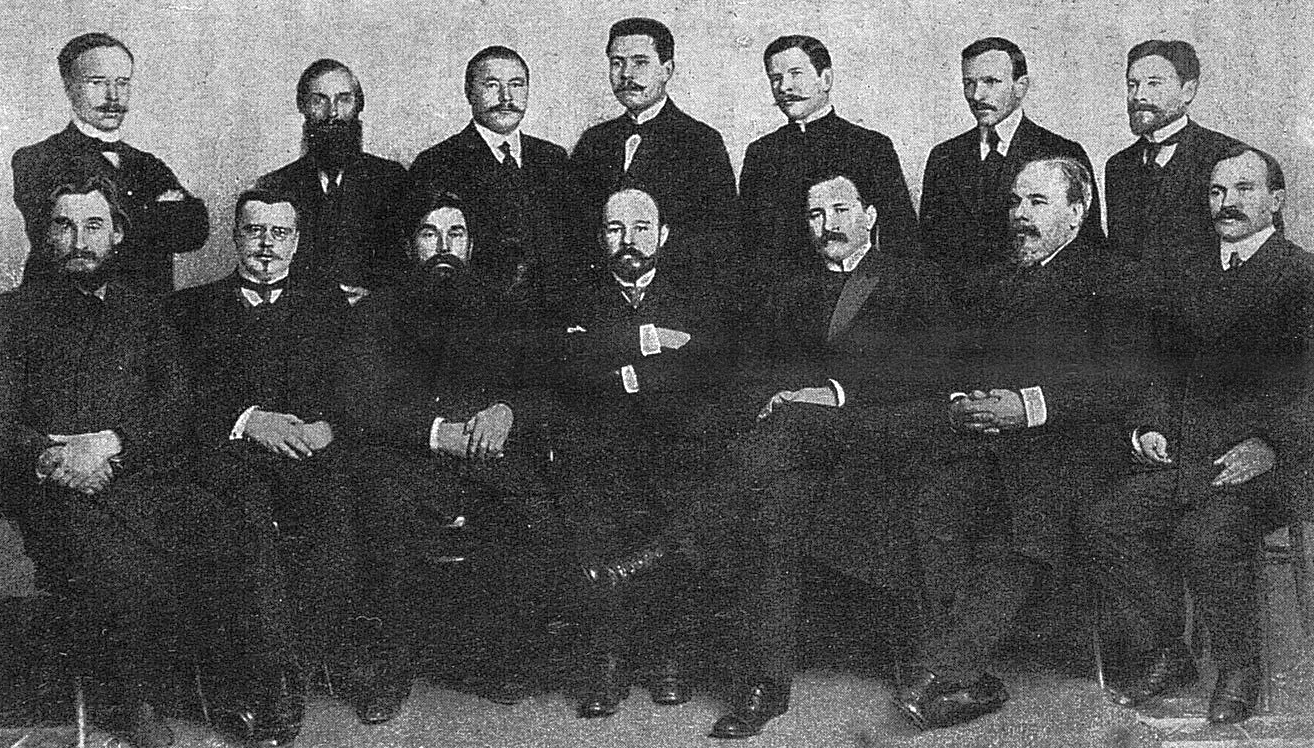
Сибирская группа членов IV Государственной думы. Сидят (слева): А. С. Суханов, В. Н. Пепеляев, В. И. Дзюбинский, Н. К. Волков, Н. В. Некрасов, С. В. Востротин, М. С. Рысев. Стоят: В. М. Вершинин, А. И. Русанов, И. Н. Маньков, И. М. Гамов, А. А. Дуров, А. И. Рыслев, С. А. Таскин.

Во время Февральской революции 28 февраля был назначен ВКГД комиссаром в Петроградское градоначальство. 2 марта Временное правительство отдало приказ за № 169 «с поручением члену Государственной думы В. Н. Пепеляеву быть командиром порта г. Кронштадта и комиссаром Временного правительства».
В Кронштадте Пепеляеву удалось освободить большую часть из арестованных матросами офицеров и внести некоторое успокоение в матросские ряды. Он указывал Временному Правительству на необходимость ареста матросских главарей, по наущению которых был убит адмирал Вирен и другие офицеры, и использования военной силы для ликвидации Центробалта и Кронштадтского Совета, но поддержки у Временного Правительства не нашёл. Был арестован матросами и 2 недели просидел в каземате. 16 мая 1917 г. Кронштадтский Совет рассмотрел вопрос «О комиссаре Пепеляеве» и постановил упразднить должность комиссара Временного правительства.
Во время Корниловского выступления принял сторону Верховного главнокомандующего и вступил добровольцем в 8-й Сибирский мортирный дивизион.

### Гражданская война
После Октябрьской революции до весны 1918 года оставался в Петрограде, принимая участие в подпольной борьбе против большевиков. Весной 1918 стал членом Союза возрождения России, а также членом московского отдела организации «Национальный центр». По заданию «Национального центра» и ЦК партии кадетов Пепеляев в августе 1918 года направился в Сибирь. Несколько дней находился в Челябинске, с 21 по 25 августа принимал участие в работе 2-го Челябинского совещания представителей местных органов власти, общественных, национальных и военных организаций.
9 ноября 1918 избран в Омске председателем Восточного отдела ЦК кадетов. 15 ноября 1918 на кадетской партийной конференции призвал к установлению военной диктатуры. Вместе с И. А. Михайловым был одним из организаторов прихода к власти А. Колчака. Стал директором департамента милиции Российского государства. В декабре 1918 вышел из кадетской партии. Позднее был назначен товарищем министра внутренних дел, а в мае 1919 года и самим министром. В борьбе с большевиками и анархистами считал возможным пользоваться всеми возможными средствами.
22 ноября 1919 г., после переезда правительства из Омска в Иркутск, был назначен Председателем Совета Министров. Пепеляев объявил о продолжении антибольшевистской борьбы, отказе от военного управления, а также демократизации политического режима. Однако в силу распада самой белой государственности правительство уже де-факто мало чем управляло. Виктор Пепеляев совместно с братом Анатолием предприняли отчаянную попытку либерализации режима ради получения массовой поддержки: по их приказу был арестован К. В. Сахаров, а также ими была направлена телеграмма Колчаку, в которой объяснялась необходимость созыва Сибирского земского созыва и передачи власти новому Сибирскому правительству. Однако попытка окончилась провалом из-за полнейшей деморализации и разложения войск.
Пепеляев оказался единственным верным адмиралу политиком и был вместе с Верховным правителем передан чехословацким командованием Иркутскому Политическому центру.

№ 55. Свидетельство начальника гарнизона города Иркутска Петелина о передаче чехословацким командованием вагонов А. В. Колчака и В. Н. Пепеляева комиссии Иркутского Политического центра
| Ст. Иркутск | 15 января 1920 г. |
Мы, нижеподписавшиеся, сим подтверждаем, что переданы были 15 января 1920 г. в 9 час. вечера по м[естному] в[ремени] на ст. Иркутск командиром 1-го батальона 6-го чешско-словацкого полка вагоны № № 2, 105 и 407, в которых находились бывший Верховный правитель адмирал Колчак, бывший председатель Совета министров Пепеляев и лица, сопровождающие их. Присутствие обоих мы лично проверили.+
Есаул Петелин.

7 февраля 1920 года в 5-м часу утра по постановлению № 27 Иркутского военно-революционного комитета, возглавлявшегося большевиками и действовавшего по личному указанию В. И. Ленина, без суда, следствия и предъявления обвинения Пепеляев был казнён вместе с Колчаком.
Для всех, кто близко знал В. Н., были ясны три основных, руководящих черты его характера: твёрдая воля, настойчивость в проведении в жизнь принятых им решений и глубокий искренний патриотизм. Он твёрдо верил в то, что борьба вооружённой рукой против большевиков есть единственный путь к возрождению былой мощи России и к созданию русского демократического правительства. 
П. П. Гронский

## Семья
Братья и сестры:
- Екатерина (1886—после 1945, Чита; в замужестве — Шуман). Стала актрисой, играла в Якутске и Чите. Ее сыновья — Николай Болеславович Шуман (ум. в 1980-е, в Брисбене), жил с бабушкой и тетей (сестрой матери — Верой) в Харбине: Ростислав Болеславович Шуман (г.р.1913/1917—1957), окончил Омский художественный техникум, художник-декоратор; участник Великой Отечественной войны[8].
- Аркадий (1888—1946). Окончил Военно-медицинскую академию в Санкт-Петербурге, Участник Первой мировой войны, с 1918 года работал эпидемиологом городской больницы Омска. В годы Гражданской войны был мобилизован Временным Сибирским правительством на фронт. Несколько раз был арестован, умер в лагере[9]. Жена — Анна Георгиевна Якубинская. Их дочери: Татьяна (1911—после 2007) врач, Нина (1913—после 2007[10]), концертмейстер, пианистка, работала в Омском театре драмы); обе жили в Омске.
- Вера (1889—?; в замужестве — Попова). Жила с матерью в Харбине, в 1946 вернулась в СССР, переехала на Украину. Ее дети: Виктория, Алексей, Иннокентий.
- Анатолий (1891—1938, Новосибирск). Участник Первой мировой войны, в годы Гражданской войны сражался на стороне белых на Восточном фронте[11]. Жена — Нина Ивановна Гавронская (1893—1979, Гагры). Их сыновья: Всеволод, Лавр.
- Михаил (1892—1938). Окончил Пензенское художественное училище. Был одним из создателей Томского отделения Ассоциации художников. В 1930-е гг. арестован, по одним данным был расстрелян в Новосибирске в 1938 году вместе со старшим братом Анатолием, по другим — умер в лагерях. Жена — Варвара Илларионовна Клюева.
- Петр (1896— после 1911), погиб (случайный выстрел во время чистки оружия) во время учебы в Омском кадетском корпусе.
- Логгин (1900—1918, Томск). Погиб в Гражданскую войну.

Жена — Евстолия Васильевна, урожд. Елизарова (1886—1960, Москва). После расстрела мужа вместе с дочерью уехала из Иркутска в Омск, затем в Москву. Во втором браке замужем за Александром Васильевичем Оболенским, своим родственником. По некоторым данным, этот брак был фиктивным, заключенным для того, чтобы сменить фамилию.
Дочь — Галина (1906—1991).

## Сочинения
- Публ. подг. В. И. Шишкин. «Один из возмутительнейших эпизодов нашей революции». Записки комиссара Временного правительства В. Н. Пепеляева о событиях в Кронштадте в марте-июне 1917 г. // Исторический архив : журнал. — 2007. — № 4. — С. 70—110.